# Emil Liston
Emil Sycamore Liston (Stockton, 21 agosto 1890 – Baldwin City, 26 ottobre 1949) è stato un giocatore di baseball, allenatore di baseball, allenatore di pallacanestro, allenatore di football americano e dirigente sportivo statunitense.
È membro del Naismith Memorial Basketball Hall of Fame dal 1975 in qualità di contributore.
Ha presieduto la "Kansas Conference Coaches Association". Ha fondato la National Association of Intercollegiate Athletics e il NAIA Men's Basketball Championships (nato nel 1937).